# Léonie de Waha
Léonie Marie Laurence de Chestret de Haneffe, algemeen bekend als Léonie de Waha, (Tilff, 3 maart 1836 – aldaar, 8 juli 1926) was een Franstalige Belgische feministe, filantrope en opvoedster en was een Waals activiste. Ze staat bekend om haar strijd voor onderwijs voor meisjes en jonge vrouwen en voor het opzetten van scholen en bibliotheken. In 1868 richtte ze het Institut supérieur libre de demoiselles op, een meisjesschool in Luik, nu bekend als het Athénée Léonie de Waha. In haar strijd voor vrouwenrechten richtte ze in 1912 de Union des femmes de Wallonie op, die ze leidde tot haar dood in 1926.

## Biografie
Léonie Marie Laurence de Chestret de Haneffe werd op 3 maart 1836 geboren in Tilff in de provincie Luik en was de dochter van adellijke ouders, de Belgische senator Hyacinthe de Chestret de Haneffe (1797-1881) en Amanda Laurence de Sélys Longchamps (1809-1838), de oudere zus van de Belgische politicus Edmond de Selys Longchamps. Haar moeder overleed toen ze pas twee jaar oud was, en ze werd opgevoed in het kasteel van Colonster door gouvernantes en privéleraren. Toen ze nog jong was, ging ze naar het Institut d'Éducation pour Demoiselles in Luik en bracht ze enkele jaren door in Vlaanderen en Brussel. Op 20 augustus 1863 trouwde ze met de advocaat Victor Louis Auguste de Waha-Baillonville, de zoon van senator Joseph-Louis de Waha, met wie ze een dochter kreeg, Louise Amanda. Haar dochtertje overleed echter in 1866 en haar man kort daarna op 1 augustus 1867.

### Engagement

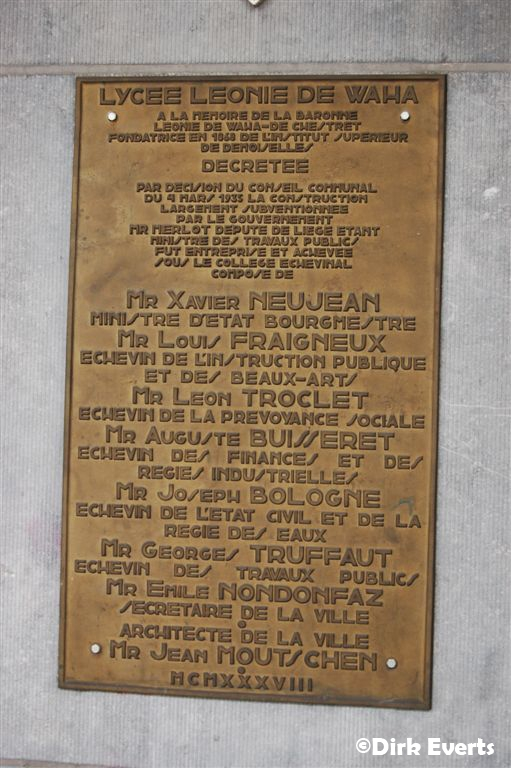
Gedenkplaat Léonie de Waha in het Lycée Léonie de Waha

Als weduwe besloot de Waha haar leven te wijden aan het bevorderen van de vrouwenemancipatie en het onderwijs voor meisjes. In de jaren 1860 richtte ze bibliotheken op in Chênée en Esneux, evenals scholen, waaronder de kleermakersschool in Tilff, en kleuterscholen in de wijk Saint-Gilles. Ze richtte ook de Association pour l'éducation des jeunes filles (Vereniging voor de opvoeding van jonge meisjes) op. Op dezelfde manier nam Léonie de Waha deel aan de oprichting van de Société Liègeoise, een organisatie die de bouw en aankoop van arbeiderswoningen mogelijk maakte en zo de toegang tot kleine eigendommen vanaf de leeftijd van 16 jaar vergemakkelijkte. Om dit project uit te voeren bouwde zij zes groepen van vier woningen met voortuinen. In 1868 richtte ze het Institut supérieur de demoiselles (jongedameshogeschool) op in Luik. Facultatieve lessen in religie werden gegeven door katholieke, protestantse of joodse geestelijken. De school breidde zich later uit en werd al snel bekend als het Lycée Léonie de Waha.
Als gevolg van haar interesse in de lokale geschiedenis raakte de Waha aan het begin van de 20e eeuw aangetrokken tot de Waalse Beweging, en correspondeerde ze met leidende figuren als Julien Delaite en Jules Destrée. Ze steunde voorstellen om het land te verdelen in regio's voor de Walen, de Vlamingen en de inwoners van Brussel. Op 28 oktober 1912, op het hoogtepunt van haar interesse in de steun aan Wallonië, richtte de Waha de Union des femmes de Wallonie op, die zich aanvankelijk richtte op het aanmoedigen van vrouwen om betrokken te raken bij de ondersteuning van de culturele tradities van de regio, maar na het einde van de Eerste Wereldoorlog zich meer richtte op algemenere steun voor vrouwenrechten. Deze omvatten verbeterde toegang tot onderwijs, vrouwenkiesrecht en kansen voor vrouwen op de arbeidsmarkt.

## Onderscheidingen
In 2012 werd Léonie de Waha postuum onderscheiden als officier in de orde van de Waalse verdienste.
- Système universitaire de documentation: 251188140
- Virtual International Authority File: 3710161030923623920003